# Zoomarine
Zoomarine é um parque temático temático situado na região sul de Portugal, na freguesia da Guia, Albufeira. Já recebeu vários prémios de reconhecimento internacional, nomeadamente "Melhor parque temático 2024" - vencedor global - pelos World luxury Awards, foi também eleito pela plataforma online de reservas Tiqets, em 2023, como a melhor experiência familiar e pelos prémios Publituris Portugal Travel Awards 2024, como o melhor parque temático e de diversões. 
Em 2003 o Zoomarine foi palco de grande parte das filmagens da novela Saber Amar da TVI, enquanto local de trabalho da bióloga marinha Diana, personagem interpretada por Leonor Seixas. Na novela o nome do parque surgia como Zoomarinho, e os golfinhos e vários elementos do parque participaram regularmente das filmagens.
O parque recebe em média 600 mil visitantes por ano, segundo dados da própria instituição e é considerado o melhor parque temático familiar da região algarvia , já que o parque combina apresentações e habitats zoológicos, com atrações mecânicas e aquáticas, fazendo deste o parque com mais variedade e indicado para todas as idades. Pode assistir a presentações zoológicas e educativas com golfinhos, focas e leões-marinhos, aves tropicais e aves de rapina. O Zoomarine oferece ainda vários divertimentos aquáticos, diversas atrações mecânicas, um cinema 4D, espetáculos de acrobacias da Baía dos Piratas e um espetáculo musical UpBeat. Existe uma grande diversidade de vida terrestre e aquática, onde é possível conhecer diversos habitats, como é o caso do Butterfly Garden: um borboletário e jardim botânico imersivo, do aquário Oceanus, onde se podem visitar mais de 20 ecossistemas, do habitat de imersão Américas e, ainda, habitats de tartarugas terrestres, cágados tropicais, pinípedes e do incrível Jacaré, que fazem deste espaço um verdadeiro oásis tropical em pleno Algarve. O parque dispõe ainda de atividades de lazer, entretenimento e educação ambiental num espaço de mais de 32 hectares. 
Desde a sua fundação, o parque é norteado pelos valores de respeito à natureza, compromisso com a preservação ambiental, e dedicação à educação ecológica, com a missão de promover a consciência ambiental através de experiências únicas de lazer e entretenimento, incentivando todos os visitantes a tornarem-se embaixadores do meio ambiente.

## Historial

### Antecedentes
A Mundo Aquático - Parques Oceanográficos de Entretenimento Educativo SA, foi fundada em 1989, sob a forma de sociedade por quotas. Em Março de 1997, foi transformada em sociedade anónima, tendo sido realizado um aumento de capital para os atuais 7 750 000 euros. A atividade principal da empresa é a exploração de parques temáticos inspirados na vida marinha com uma forte componente de animação, lazer e educação ambiental.
Ao longo dos anos, a Mundo Aquático tem desenvolvido um reconhecido trabalho no campo científico em cooperação com várias entidades, nomeadamente universidades e fundações, tendo mesmo participado e organizado vários congressos e encontros.

## Conservação e Educação - Protecção e Preservação do Ambiente (Together We Protect)

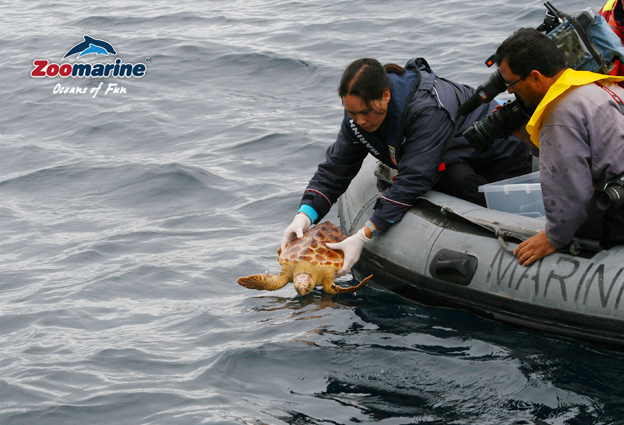

O Zoomarine desenvolve projetos no âmbito da educação ambiental dando o seu contributo efetivo, direto e/ou indireto para a conservação da natureza, inaugurando em 2002 o primeiro Centro e Reabilitação de espécies Marinhas em Portugal, o Porto d'Abrigo. Desde então e numa colaboração próxima com o Instituto da Conservação da Natureza e das Florestas, uma equipa zoológica multidisciplinar tem-se dedicado ao resgate, reabilitação e devolução ao meio natural de animais marinhos e aquáticos.
Em 2025 o parque formalizou a sua participação na AMERG – Aquatic Mammals Emergency Response Group –, uma nova rede internacional promovida pela Associação Europeia para Mamíferos Aquáticos (EAAM), sendo um dos fundadores da mesma. Este grupo reúne instituições, especialistas e recursos qualificados para dar resposta rápida e coordenada a emergências que envolvam mamíferos marinhos, como arrojamentos em massa, derrames de petróleo, desastres naturais e casos de animais órfãos ou feridos. 

## Contributo permanente com a Educação
O Departamento de Educação do Zoomarine desenvolve, continuamente, um conjunto de atividades pedagógicas especialmente elaboradas para grupos escolares que nos visitam, com o intuito de ajudar a conhecer e compreender o  mundo natural.
Em 2016 e com a ambição de se poder tornar o maior projeto itinerante de Educação Ambiental no Algarve, o Zoomarine fez nascer o projeto EDUCar. Um projeto itinerante com uma mensagem importante, sempre associada ao ambiente, e um meio de chegar a vários locais. Desta forma, tvisita escolas do Algarve e baixo Alenteja adaptando os conteúdos ao projeto curricular da turmas que visitam, levando às esoclas a oportunidade de conehcer o trabalho do Zoomarine,  sentir um pouco do seu encanto, fundamento educativo e da nossa paixão pelo mundo natural. 

A oferta dos programas de Campos de Férias Zoomarine visa proporcionar experiências enriquecedoras e educativas que contribuam para a promoção de valores ambientais e de sustentabilidade, de uma forma informal, descontraída e dinâmica, a participantes entre os 6 e os 15 anos de idade. Os Campos de Férias Zoomarine são devidamente licenciados pelo IPDJ (Instituto Português do Desporto e da Juventude) (72/2018/DRAlgarve).

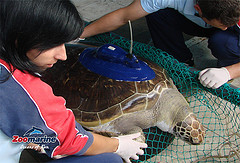

## Ciência e inovação
O Zoomarine integra, desde muito cedo, várias redes e associações de renome internacional que primam por elevados padrões de exigência em áreas como a educação ambiental e o bem-estar animal, a conservação e a investigação.
De entre as várias colaborações com investigadores externos, nacionais e estrangeiros, universidades e instituições no sentido de contribuir para a ciência e inerente conhecimento das espécies com que trabalha, o parque é acreditado ao nível das suas instalações, procedimentos e protocolos de treino, nutrição e bem estar animal por organizações a nível internacional como é o caso da American Humane, AMMPA (Alliance of Marine Mammal Parks & Aquariums, IMATA (International Marine Animal Trainers' Association, EAAM (European Association for Aquatic Mammals), EAZA – European Association of Zoos and Aquaria, AIZA – Associación Ibérica de Zoos y Acuarios, IAAAM – International Association for Aquatic Animal Medicine, IAATE – International Association of Avian Trainers.

## Distinções
- 2019

Prémio EAAM “Best Training Presentation”, Algarve – EAAM (European Association for Aquatic Mammals), Portugal
Prémio Carreira Belmiro Santos (16ª edição dos Publituris Portugal Travel Awards) – atribuído ao Sr. Pedro Lavia, Fundador e Presidente do Zoomarine
- 2018

People’s choice Award, Algarve – IMATA (International Marine Animal Trainers Association), Portugal
Prémio IAATE “Special Award for Outstanding Achievement and Valeud Service-2017”, Califórnia, USA
Prémio IAATE “High Flyer Award” (melhor apresentação da conferência), Califórnia, USA
- 2017

People’s choice Award, Algarve – IMATA (International Marine Animal Trainers Association), Portugal
Prémio IAATE “Special Award for Outstanding Achievement and Valeud Service-2017”, Califórnia, USA
Prémio IAATE “High Flyer Award” (melhor apresentação da conferência), Califórnia, USA
- 2015

People’s choice Award, Algarve – IMATA (International Marine Animal Trainers Association), Portugal
Prémio IAATE “Special Award for Outstanding Achievement and Valeud Service-2017”, Califórnia, USA
Prémio IAATE “High Flyer Award” (melhor apresentação da conferência), Califórnia, USA
- 2014

Prémio Sonny Allen Lifetime Achievement Award atribuído a Pedro Lavia, fundador e presidente do Zoomarine
1.º lugar IAATE (International Association of Avian Trainers and Educators) na categoria de "Show Behaviour of the Year", processo relativo à nova apresentação de Aves Tropicais "Flying Colours"
- 2013 - 1.º lugar IAATE (International Association of Avian Trainers and Educators)

categoria de "Enrichment Behaviour of the Year", processo relativo ao desenvolvimento de estratégias de enriquecimento ambiental de duas espécies de aves: caracara Phalcoboenus australis e gralha-de-peito-branco Corvus albus
- 2011 - 1.º lugar IMATA (International Marine Animal Trainers Association)

categoria First Time Presenter - "Geriatric training of marine mammals"
- 2011 - Prémio IAATE (International Association of Avian Trainers and Educators)

categoria de "Husbandry Behaviour of the Year", processo relativo ao elevado nível de cuidado zoológico e maneio de aves - trabalho apresentado: "Station Training for Voluntary Feet Inspection"
- 2010 – Prémio AIZA (Associação Ibérica de Zoos e Aquários)

categoria de melhor apresentação do Encontro Anual de Curadores - "De Predadores a presas - a evolução da apresentação de aves de rapina no Zoomarine"
- 2006 - 1.º lugar EAAM (European Association for Aquatica Mammals)

categoria de Best Poster – "The 'cotton cocoon' technique: how to dislodge a fishing hook from a pinniped's gastric cavity" (A técnica do casulo de algodão: como desalojar um anzol de pesca da cavidade gástrica de um pinípede)
- 2004 - 2.º lugar IMATA (International Marine Animal Trainers Association)

categoria de Husbandry - "Training a female Bottlenose dolphin, Tursiops truncatus, for a voluntary mouth biopsy) (Biopsia realizada na mucosa oral da mandíbula de uma fêmea de golfinho-roaz, Tursiops truncatus, sob comportamento voluntário)
- 2004 - 1.º lugar IMATA (International Marine Animal Trainers Association)

categoria de Outernet Technologies Awards e 2.º lugar na categoria de Advanced Research - "Grey seal (Halichoerus grypus) Laparoscopy" (Laparoscopia em uma foca-cinzenta, Halichoerus grypus);
- 2002 - 2.º lugar IMATA (International Marine Animal Trainers Association)

categoria de Husbandry - “Voluntary training for a genital biopsy in a female dolphin” (Biópsia genital efectuada numa fêmea de golfinho, por comportamento voluntário);
- 1998 - Prémio IMATA (International Marine Animal Trainers Association)

categoria de Husbandry Techniques/Research Development - ""Teflon implantation procedure by cytoscopy in a dolphin bladder under medical training" (Procedimento de Implantação de teflon, por cistoscopia, na bexiga de um golfinho, por comportamento voluntário);
- 1995 - Prémio IMATA (International Marine Animal Trainers Association)

categoria de Best trained behaviour - "Voluntary trained cystoscopy" (Cistoscopia voluntária em golfinhos)